# Александрович-Дочевский, Илья Иванович
Илья Иванович Александрович-Дочевский (23 августа (4 сентября) 1865, Новгород-Северский — после 1915) — терапевт, профессор кафедры частной патологии и терапии Томского университета.

## Биография
Илья Александрович-Дочевский родился 23 августа (4 сентября) 1865 года в семье ветеринарного врача и владельца усадьбы в Глухове Ивана Федоровича Александровича и Елены Николаевны Тризны. Один из братьев Ильи, Сергей, учился у Петра Чайковского в Московской консерватории. Среднее образование Илья Александрович-Дочевский получил в Новгород-Северской гимназии, которую окончил в 1885 году; стал студентом медицинского факультета Харьковского университета, из которого выпустился с отличием в 1890 году, став лекарем. До 1892 года он служил земским врачом в Черниговской губернии: являлся заведующим Коропским земским медицинским участком.
В 1892 году Илья Александрович-Дочевский получил позицию ординатора факультетской терапевтической клиники, а на следующий год — стал лаборантом кафедры диагностики Томского университета. В 1894 году он начал временно «исправлял должность» (исполнял обязанности) университетского врача, а два года спустя — по собственной просьбе — был освобожден от должности лаборанта и утвержден врачом; оставался им до 1903 года. В том же, 1896 году, Александрович-Дочевский защитил диссертацию, озаглавленную «Материалы к фармакологии жидкой вытяжки конопельного тайника», став доктором медицины: в работе он показал, что конопельный тайник замедляет пульс, повышает артериальное давление и усиливает сокращения сердца. С 1899 по 1900 год он являлся сверхштатным ординатором хирургической факультетской клиники.
В период с 1898 по 1908 год Илья Александрович-Дочевский являлся приват-доцентом, после чего был избран экстраординарным, а в 1909 году — ординарным профессором кафедры частной патологии; возглавлял терапевтическую госпитальную клинику до 1915 года. Помимо учебной работы, в клинике велись и научные исследования; сам Илья Иванович принимал участие в работе Общества естествоиспытателей и врачей, в которое вступил 18 января 1893 года. В период Первой мировой войны, в 1915 году, он оставил работу в университете по болезни и, вместе с семьей, покинул Томск: при этом на следующий год Министерство народного просвещения Российской империи назначило ему пенсию в 4500 рублей в год.

## Работы
Илья Александрович-Дочевский сотрудничал с «Еженедельником практической медицины» и «Врачебной газетой»:
- Отчет по терапевтической факультетской клинике за первые два года ее существования (с 1 октября 1893 по 1 мая 1895) // Известия Императорского Томского университета. 1897. Кн. 11;
- Охота в Томской губернии // Научные очерки Томского края. Томск, 1898;
- Предмет и методы диагностики: Вступительная лекция, читанная студентам Томского университета в 1901/02 акад. г. // Сборник трудов в память Э. Г. Салищева. Томск, 1904;
- К вопросу о происхождении звука «падающей капли» // Известия Императорского Томского университета. 1908. Кн. 30.

## Семья
Сын Ильи Александровича-Дочевского, Борис (1893—1934), обучался на юридическом факультете Томского университета и окончил юридический факультет Санкт-Петербургского университета; увлекался живописью, а в период Гражданской войны состоял офицером в армии Деникина. В 1921 году он эмигрировал в Константинополь, а затем — в Белград, где стал сценографом и актером.

## Архивные источники
- Российский государственный исторический архив (РГИА). Ф. 733. Оп. 156. Д. 586;
- Государственный архив Томской области (ГАТО). Ф. 102. Оп. 1. Д. 998;